# Филип Слоун
Филип "Фил" Слоун (20. јануар 1907, Њујорк, Њујорк - 4. новембар 2003, Вест Палм Бич, Флорида) био је амерички играч средине терена. По једну сезону провео је у Источној фудбалској лиги и Конференцији атлантске обале, а потом десет година у Aмеричкој фудбалској лиги. Био је члан америчког тима на ФИФА светском првенству 1930. и члан је Националне фудбалске куће славних. 

## Младост
Слоун је одрастао у Њујорку и похађао је средњу трговинску школу на Менхетну. Играо је више спортова:бејзбол, кошарку и фудбал. Након средње школе похађао је Ст. Џон Универзитет. Дипломирао је право 1929. године. 

## Клупска каријера
Док је Слоун био у средњој школи, аустријски тим  Hakoah Vienna обилазио је амерички континент. Током турнеје, чланови тима су видели Слоуна како игра и када су се 1928. преселили у САД да формирају тим у Источној фудбалској лиги (ЕСЛ), позвали су Слоуна, сада на колеџу, да игра са њима. Слоун је 1928. године потписао са New York Hakoah из ЕСЛ-а, започевши своју дванаестогодишњу професионалну каријеру. Та прва сезона је била тешка. По његовом сећању, „Живот је тада био ужурбан. Викендом сам играо професионални фудбал, радио током недеље и одлазио на вечерње часове на Правни факултет Универзитета Ст. Џон." 
ЕСЛ је настао током „Фудбалског рата“ између Америчке фудбалске лиге и Фудбалског савеза САД. После избацивања три АСЛ тима из лиге, они су се придружили неким другим тимовима како би формирали ЕСЛ. Ова лига је трајала сезону и по пре спајања са АСЛ-ом на крају „фудбалског рата“. New York Hakoah је био у власништву Maurice Vandeweghe-а, који је такође био власник New York Giants-а из АСЛ. Спајање ЕСЛ и АСЛ значило је да је Vandeweghe сада власник тимова у истој лиги. Правила лиге забрањују то, па је он продао Hakoah. Када је то учинио, Слоун је прешао у New York Giants. 
У јуну 1930. године Слоун је напустио САД да би играо на ФИФА светском првенству 1930. године. Он и његови саиграчи вратили су се да открију како су у АСЛ преусмерени тимови у њиховом одсуству. Као резултат тога, Слоун је напустио Giants, који су сада звали Nationals, како би потписао са Hakoah All-Stars који је настао спајањем његовог старог тима, New York Hakoah из ЕСЛ-а и Brooklyn Hakoah из АСЛ-а. All Stars-и су играли до 1932. када су на крају сезоне нестали. Затим се Слоун преселио у Brookhattan. АСЛ је нестала 1933. године, али одмах је заменила друга Америчка фудбалска лига. Слоун је наставио да се игра са клубом Brookhattan у другом АСЛ-у све до свог повлачења 1940. 

## Национални тим
Слоун је играо једну утакмицу са америчком репрезентацијом 1930. године када је отпутовао у Уругвај на ФИФА светско првенство 1930. године. Међутим, његова утакмица се није одиграла у првенству, већ је 17. августа 1930. изгубио са репрезентацијом од Бразила након првенства.
Слоун је убачен у Националну фудбалску салу славних 1986. године. Умро је у Вест Палм Бичу на Флориди 2003. године. У тренутку смрти, био је последњи преживели члан прве америчке екипе Светског првенства.